# Limnophora quaterna
Limnophora quaterna este o specie de muște din genul Limnophora, familia Muscidae. A fost descrisă pentru prima dată de Friedrich Hermann Loew în anul 1852. Conform Catalogue of Life specia Limnophora quaterna nu are subspecii cunoscute.